# Lepadella salisburii
Lepadella salisburii är en hjuldjursart som beskrevs av Elbert Halvor Ahlstrom 1934. Lepadella salisburii ingår i släktet Lepadella och familjen Lepadellidae. Inga underarter finns listade i Catalogue of Life.